# Barna rétihéja
A barna rétihéja (Circus aeruginosus) a madarak osztályának a vágómadár-alakúak (Accipitriformes) rendjébe, ezen belül a vágómadárfélék (Accipitridae) családjába tartozó faj.

## Előfordulása
Európában és Közép-Ázsiában elterjedt, de a Közel-Keleten, Dél-Ázsiában, valamint Afrikában is előfordul. Rövidtávú vonuló madár.

## Kárpát-medencei előfordulása
Magyarországon márciustól októberig tartózkodik, de át is telelhet. Rendszeres fészkelő. 2018-ban a madárszámlálás adatai alapján 61 itthon telelő barna rétihéját figyeltek meg a madarakat számlálók.

## Alfajai
- Circus aeruginosus aeruginosus
- Circus aeruginosus harterti

## Megjelenése
Testmagassága 48–56 centiméter, szárnyfesztávolsága 115–130 centiméter. A hím 400–670 gramm, a tojó pedig 540–800 gramm.
Feje kicsi, teste nyúlánk, szárnya és farka hosszú. A hím szárnyán és farkán szürkés színezés, hasalja rozsdabarna. A tojó sötétbarna, feje és torka világos. A fiatal példányok sötétbarnák. A hímet és a nőstényt egyaránt repülés közben úgy lehet felismerni hogy enyhe V alakban tartja a szárnyát.

## Életmódja
Alacsonyan, imbolyogva repül, zsákmányára hirtelen ejti rá magát. Siklórepülést is végez. Főleg kisemlősökkel, talajon élő és vízimadarakkal, hüllőkkel táplálkozik.
|  |  |

## Szaporodása
Nádasokban nádszálakból, gyékényből építi fészkét. A nászidőszak áprilisban van. A költési időszak áprilistól júliusig tart. Fészekalja 4-5 tojás, a kikelési idő 31-32 nap, a kirepülési idő 5-6 hét.

## Védettsége
Szerepel a Természetvédelmi Világszövetség Vörös Listáján, de még mint nem fenyegetett. Európában biztos állományú fajnak számít. Magyarországon védett, természetvédelmi értéke 50 000 Ft.

## Rokon fajai
Rokonai közül hazánkban is él a kékes rétihéja (Circus cyaneus), a fakó rétihéja (Circus macrourus) és a hamvas rétihéja (Circus pygargus). Ausztrália és Óceánia, továbbá Indonézia szigetvilágában él a pettyes rétihéja (Circus assimilis), illetve a mocsári rétihéja (Circus approximans).
További rokon fajok:
- fehérhasú rétihéja (Circus buffoni)
- patagóniai rétihéja (Circus cinereus)
- szerecsen rétihéja (Circus maurus)
- tarka rétihéja (Circus melanoleucos)
- mangrove rétihéja (Circus spilonotus)
- réunioni rétihéja (Circus maillardi)
- békászó rétihéja (Circus ranivorus)